# Frances Ames
Frances Rix Ames (Pretoria, 20 april 1920 – Rondebosch, 11 november 2002) was een Zuid-Afrikaans neuroloog, psychiater en mensenrechtenactivist. Ze kreeg vooral bekendheid omdat ze leiding gaf aan het medisch-ethische onderzoek naar de dood van de anti-apartheidsactivist Steve Biko, die stierf als gevolg van medische verwaarlozing nadat hij in politiedetentie was gemarteld. Toen de Zuid-Afrikaanse Medische en Tandheelkundige Raad (South African Medical and Dental Council, SAMDC) weigerde disciplinaire maatregelen te nemen tegen de verantwoordelijke hoofdchirurg en zijn assistent, die Biko hadden behandeld, besloot Ames samen met een groep van vijf wetenschappers en artsen geld in te zamelen voor een rechtszaak tegen deze medische instelling; deze rechtszaak zou uiteindelijk acht jaar in beslag nemen.
Ames werd geboren in Pretoria en groeide in armoede op in Kaapstad. Ze was de eerste vrouw die, in 1964, de graad van Doctor of Medicine behaalde aan de Universiteit van Kaapstad. Ames onderzocht de effecten van cannabis op de hersenen en publiceerde verschillende artikelen over dit onderwerp; nadat ze de positieve therapeutische werking van cannabis op haar ziekenhuispatiënten had waargenomen, werd ze een vroegtijdige voorstander van legalisatie van cannabis voor medicinaal gebruik. Ames leidde de neurologie-afdeling van het Groote Schuur-Hospitaal totdat ze in 1985 met pensioen ging; daarna bleef ze doceren in het Valkenberg- en Alexandra-Hospitaal.
Nadat de apartheid in 1994 was opgeheven, getuigde Ames voor de Zuid-Afrikaanse Waarheids- en Verzoeningscommissie over het onderzoek naar de "medisch-ethische kwestie rond het handelen van de "Biko artsen". Als erkenning voor haar werk ten behoeve van de mensenrechten werd Ames in 1999 door Nelson Mandela onderscheiden met de Ster van Zuid-Afrika, de hoogste civiele onderscheiding van het land.

## Eerste jaren
Ames werd op 20 april 1920 geboren in Voortrekkerhoogte, Pretoria, als tweede kind in een gezin van drie dochters van Frank en Georgina Ames. Haar moeder, een verpleegster, groeide op in een concentratiekamp voor Afrikaner boeren samen met Ames' grootmoeder die verpleegster was tijdens de Tweede Boerenoorlog. Ames heeft haar vader nooit gekend, omdat deze het gezin al snel verliet. Omdat de alleenstaande moeder op dat moment niet in staat was voor het gezin te zorgen, werd Ames gedurende een deel van haar kindertijd naar een katholiek weeshuis gestuurd, waar ze buiktyfus opliep. Later herenigde haar moeder het gezin en verhuisden ze naar Kaapstad, waar Ames onderwijs kreeg aan de Meisjesschool Rustenburg (Rustenburg School for Girls). Ames studeerde aan de medische faculteit van de Universiteit van Kaapstad (UCT) waar ze in 1942 haar MBChB-graad behaalde.

## Medische loopbaan
Ames deed haar coassistentschappen in het Groote Schuur-Hospitaal van Kaapstad; ze werkte ook als huisarts in Transkei. In 1964 werd Ames de eerste vrouw die haar MD-graad aan de Universiteit van Kaapstad behaalde. In 1976 werd Ames hoofd van de afdeling neurologie van het Groote Schuur-Hospitaal. In 1978 werd ze benoemd tot universitair hoofddocent (associate professor) aan de Universiteit van Kaapstad. Ames ging in 1985 met pensioen, maar bleef in deeltijd werkzaam in het Valkenberg-Hospitaal en het Alexandra-Hospitaal als lector van de Afdeling Psychiatrie en Geestelijk Gezondheid van de Universiteit van Kaapstad. In 1997 benoemde de Universiteit van Kaapstad haar tot emeritus universitair hoofddocent (associate professor emeritus) neurologie; in 2001 ontving ze een eredoctoraat in de Geneeskunde van de UCT. Volgens Pat Sidley van het tijdschrift British Medical Journal is Ames "nooit benoemd tot volledige professor en ze dacht dat dit kwam omdat ze vrouw was".

## De zaak Steve Biko
De Zuid-Afrikaanse anti-apartheidsactivist Steve Biko, die medicijnen had gestudeerd aan de medische faculteit van de Universiteit van Natal, werd op 18 augustus 1977 aangehouden door de veiligheidspolitie van Port Elizabeth en gedurende 20 dagen vastgehouden. Tussen 6 en 7 september raakte Biko in coma na herhaaldelijk te zijn gemarteld. Volgens de beschuldigingen van Ames en anderen, spanden de chirurg Ivor Lang en districtshoofdchirurg Benjamin Tucker, samen met de politie bij het verhullen van de zware mishandeling die resulteerde in Biko's dood op 12 september. Volgens Bentar & Bentar 2012, was er sprake van "duidelijke schendingen van de ethiek van de kant van de [voor Biko] verantwoordelijke artsen".
In die tijd waren veel districtschirurgen geneigd om de regelmatig voorkomende politiemartelingen in de gevangenissen te negeren om te voldoen aan politiebevelen die strijdig waren met de ethische richtlijnen voor medisch handelen, of in het beste geval te zwijgen over de evidente ethische problemen waar ze zich voor gesteld zagen door het politieke klimaat. Slechts weinigen spraken zich uit tegen de systematische schending van de medische ethiek door de apartheid. Ames was een van de weinigen— Pat Sidley
Toen de Zuid-Afrikaanse Medische en Tandheelkundige Raad (South African Medical and Dental Council, SAMDC), daarin gesteund door de Medische Vereniging van Zuid-Afrika (Medical Association of South Africa, MASA), weigerde disciplinaire maatregelen te nemen tegen de bij Biko's dood betrokken districtschirurgen, dienden twee groepen van artsen twee aparte formele aanklachten in bij de SAMDC betreffende het gebrek aan professionaliteit en het onethische handelen van Biko's artsen. In beide zaken werd doorgeprocedeerd tot aan het Zuid-Afrikaanse Hooggerechtshof teneinde bij de SAMDC een formeel onderzoek af te dwingen naar de medische ethiek van Lang en Tucker. Een van de rechtszaken werd aangespannen door Ames, samen met Trefor Jenkins en Phillip Tobias van de Universiteit van de Witwatersrand; een tweede rechtszaak werd aangespannen door Dumisani Mzana en Yosuf Veriava van het Coronationville-Hospitaal en Tim Wilson van het Alexandra-Gezondheidscentrum.
Toen Ames en de kleine groep artsen eisten dat er onderzoek gedaan zou worden naar hun eigen vakgenoten, werd Ames ervan beticht een klokkenluider te zijn. Haar positie aan de universiteit kwam onder druk te staan door haar superieuren en haar collega's vroegen haar af te zien van de rechtszaak. Door het voortzetten van de zaak tegen de "Biko-artsen" ontving Ames bedreigingen en zette ze haar persoonlijke veiligheid op het spel. Baldwin-Ragaven et al. merken op dat de medische stand "de gelederen sloot ter ondersteuning van de collega's die met de veiligheidspolitie samenspanden bij de foltering en dood van gevangenen [en] ook probeerden de artsen die opkwamen voor de mensenrechten en die disciplinaire maatregelen tegen hun collega's eisten, te stoppen en in diskrediet te brengen".
Na acht jaar procederen sprak het Zuid-Afrikaanse Hooggerechtshof zich uit over de zaak en stelde Ames en haar collega's in het gelijk. Mede dankzij de inspanningen van Ames zag de toezichthoudende medische instantie van Zuid-Afrika zich gedwongen haar eerdere besluit terug te draaien. De twee artsen die verantwoordelijk waren voor Biko's behandeling werden disciplinair bestraft en belangrijke hervormingen werden doorgevoerd binnen de toezichthoudende medische instantie van Zuid-Afrika. Bentar & Bentar 2012, signaleren dat de rechtszaak "een belangrijke rol speelde bij het sensibiliseren van de medische professie voor medisch-ethische kwesties in Zuid-Afrika".

## Onderzoek naar cannabis
Ames bestudeerde de effecten van cannabis op de hersenen in 1958 en publiceerde haar werk, getiteld "A clinical and metabolic study of acute intoxication with Cannabis sativa and its role in the model psychoses", in The British Journal of Psychiatry. Haar werk wordt veelvuldig geciteerd in de vakliteratuur over cannabis. Ze was een tegenstander van de zogeheten War on Drugs, en een voorstander van legalisatie van cannabis voor medicinaal gebruik, met name voor patiënten die aan multiple sclerosis (MS) lijden. Ames had met eigen ogen kunnen vaststellen dat cannabis (in Zuid-Afrika in de volksmond dagga genoemd) de spasmes van MS-patiënten verlichtte en, in de afdeling voor ruggenmergverwondingen van het hospitaal, dwarslaesiepatiënten hielp. In de jaren 1990 hervatte ze haar onderzoek naar de effecten van cannabis en publiceerde, met mede-auteur David J. Castle van St Vincent's Hospital, Melbourne, verschillende artikelen over door cannabis geïnduceerde euforie en de effecten van cannabis op de hersenen.

## Persoonlijk leven
Ames was getrouwd met David Castle, redactioneel schrijver van de Cape Times, en had vier zonen. Haar echtgenoot overleed onverwachts in 1967, toen Ames 47 jaar oud was. Na de dood van haar echtgenoot hielp haar Xhosa-huishoudster, Rosalina, met het opvoeden van de kinderen. Ames schreef hierover in haar memoires, Mothering in an Apartheid Society (2002).

## Overlijden
Ames leed al enige tijd aan leukemie. Vijf maanden voor haar overlijden zei ze in een interview: "Ik ga door tot ik er bij neerval". Tot zes weken voor haar dood bleef ze werken als deeltijd UCT-lector op het Valkenberg-Hospitaal; ze overleed op 11 november 2002, in haar huis in Rondebosch. Namens de afdeling psychiatrie van de Universiteit van Kaapstad, hield Greg McCarthy een grafrede. In overeenstemming met haar wensen werd Ames gecremeerd en haar as werd samen met enkele hennepzaadjes verstrooid buiten het Valkenberg-hospitaal waar de plechtigheid werd gehouden.

## Erkenning
De Zuid-Afrikaanse neurochirurg Colin Froman noemde Ames een "belangrijke en onorthodoxe voorstander van het medicinaal gebruik van marihuana, vele jaren voor de huidige belangstelling voor het gebruik ervan als een therapeutisch middel". J.P. van Niekerk, van het tijdschrift South African Medical Journal, schreef dat "Frances Ames leidde door haar overtuiging en haar voorbeeld" en de geschiedenis heeft haar optreden in de Biko-kwestie uiteindelijk gerechtvaardigd.
De inspanningen van Ames tijdens de Biko-zaak leidde tot ingrijpende medische hervormingen in Zuid-Afrika, waaronder de ontbinding en vervanging van de oude, uit het apartheidstijdperk stammende, medische organisaties die niet in staat waren de medische normen van de beroepsgroep te handhaven. Van Niekerk stelt dat "de meest duurzame les voor de Zuid-Afrikaanse geneeskunde was de verduidelijking van de rol van artsen wanneer er sprake is van dubbele verantwoordelijkheden. Dit wordt nu onder meer belichaamd in de SAMA-gedragscode en in de juridische interpretaties van de verantwoordelijkheden van artsen".
Ames getuigde tijdens de medische hoorzittingen van de Waarheids- en Verzoeningscommissie in 1997. Aartsbisschop Desmond Tutu eerde Ames als "een van de weinige artsen die opstonden tegen het apartheidsregime en die artsen die hadden samengespannen met schendingen van de mensenrechten ter verantwoording riep." Als erkenning voor haar werk ten behoeve van de mensenrechten werd Ames in 1999 door Nelson Mandela onderscheiden met de Ster van Zuid-Afrika, de hoogste civiele onderscheiding van het land.

## Geselecteerd werk
- "A Clinical and Metabolic Study of Acute Intoxication with Cannabis Sativa and Its Role in the Model Psychoses". The British Journal of Psychiatry (oktober 1958) 437 (104): 972-999. DOI: 10.1192/bjp.104.437.972.
- "Great Debates: Cannabis sativa – a plea for decriminalisation". South African Medical Journal, 12 december 1995, 85 (12): 1268–1269.
- Mothering in an Apartheid Society (2002), UCT: Kaapstad.